# Айо Окосун
Айо Симон Окосун (нар. 21 липня 1993 року) — данський футболіст, атакувальний півзахисник клубу Вендсюссель.

## Особисте життя
Окосун народився в Данії. Має нігерійське та німецьке походження.

## Досягнення

### Клуб
- Кубок Данії: 2018-2019